# 索耶 (紐約州奧爾良縣)
索耶（英語：Sawyer）是位於美國紐約州奧爾良縣的非建制地區。

## 歷史
索耶的郵局於1888年設立，其後於1902年停運。

## 地理
索耶所處的海拔為高於海平面100米（即328英呎），而該地所採用的時區為UTC-5，即北美东部时区（EST）。同時該地設有夏令時間，為UTC-5調快一小時，即UTC-4（EDT）。